# Cry for Me (The Weeknd)
Cry for Me è un singolo del cantante canadese The Weeknd, pubblicato il 4 febbraio 2025 come terzo estratto dal sesto album in studio Hurry Up Tomorrow.
È stato candidato per il Kids' Choice Award alla canzone preferita del 2025.

## Descrizione
Seconda traccia del disco, Cry for Me è un brano tendenzialmente R&B, elettropop e synth pop, influenzato dalla trap. È stato scritto e composto da Tesfaye assieme ad Ahmad Balshe, Leland Wayne e Mike Dean, nonché prodotto dallo stesso interprete con quest'ultimo e Metro Boomin.
Presenta anche un campionamento di I Wanna Be the One della S.O.S. Band, scritto da Curtis Fitzgerald Williams e Lynette K. Patterson, i quali sono stati accreditati come coautori del brano.

## Promozione
The Weeknd ha eseguito il pezzo per la prima volta dal vivo ai Grammy Awards 2025, occasione in cui si è anche esibito con Timeless.

## Video musicale
Il video è stato reso disponibile l'11 febbraio 2025 attraverso il canale YouTube dell'artista.

## Formazione
Hanno partecipato alle registrazioni, secondo le note di copertina digitali di Hurry Up Tomorrow:
- The Weeknd – voce, produzione
- Mike Dean – sintetizzatore, produzione, mastering, missaggio
- OPN – sintetizzatore
- Metro Boomin – produzione
- Sage Skolfield – produzione vocale, registrazione voce, ingegneria del suono, missaggio
- Nathan Salon – ingegneria del suono
- Shin Kamiyana – ingegneria del suono
- Tommy Rush – ingegneria del suono, assistenza al missaggio
- Faris Al-Majed – assistenza all'ingegneria del suono

## Successo commerciale
Cry for Me è diventata la diciassettesima entrata del cantante nella top ten della Official Singles Chart, dopo aver esordito all'8ª posizione con 21 614 unità registrate.

## Classifiche
| Classifica (2025)   | Posizione massima |
| ------------------- | ----------------- |
| Arabia Saudita      | 18                |
| Australia           | 20                |
| Austria             | 24                |
| Belgio (Vallonia)   | 12                |
| Canada              | 8                 |
| Danimarca           | 23                |
| Emirati Arabi Uniti | 5                 |
| Estonia             | 9                 |
| Finlandia           | 21                |
| Francia             | 15                |
| Grecia              | 1                 |
| India               | 4                 |
| Irlanda             | 29                |
| Islanda             | 10                |
| Italia              | 20                |
| Lettonia            | 4                 |
| Libano              | 7                 |
| Lituania            | 11                |
| Lussemburgo         | 8                 |
| Medio Oriente       | 9                 |
| Nordafrica          | 19                |
| Norvegia            | 14                |
| Nuova Zelanda       | 35                |
| Paesi Bassi         | 24                |
| Polonia             | 14                |
| Portogallo          | 16                |
| Regno Unito         | 8                 |
| Repubblica Ceca     | 30                |
| Singapore           | 19                |
| Slovacchia          | 8                 |
| Spagna              | 76                |
| Stati Uniti         | 12                |
| Sudafrica           | 30                |
| Svezia              | 12                |
| Svizzera            | 11                |
| Ungheria            | 18                |

## Date di pubblicazione
| Paese                 | Data            | Formato                | Etichetta    | Nota   |
| --------------------- | --------------- | ---------------------- | ------------ | ------ |
| Stati Uniti d'America | 4 febbraio 2025 | Contemporary hit radio | XO           | [ 7 ]  |
| Stati Uniti d'America | 4 febbraio 2025 | Rhythmic contemporary  | XO           | [ 7 ]  |
| Italia                | 5 febbraio 2025 | Contemporary hit radio | Island Italy | [ 33 ] |